# Expedición polar Ziegler

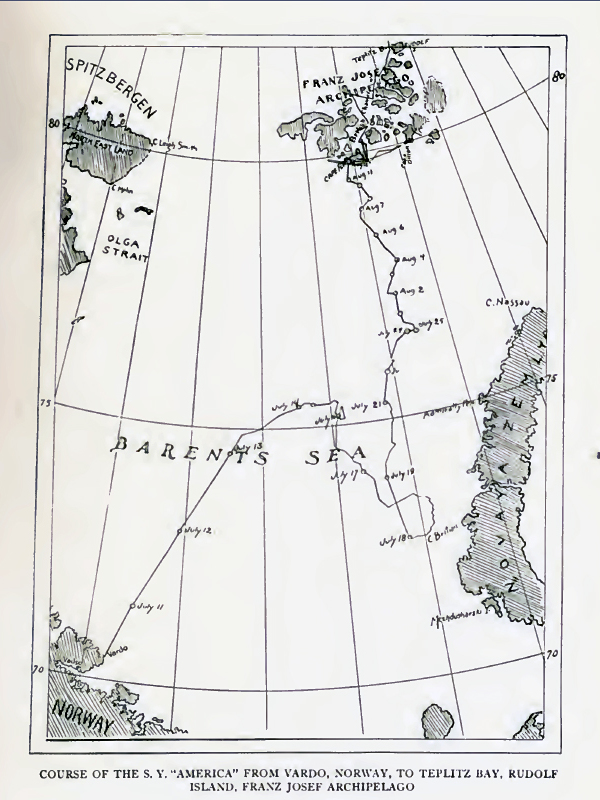
El curso del barco América, 1903.

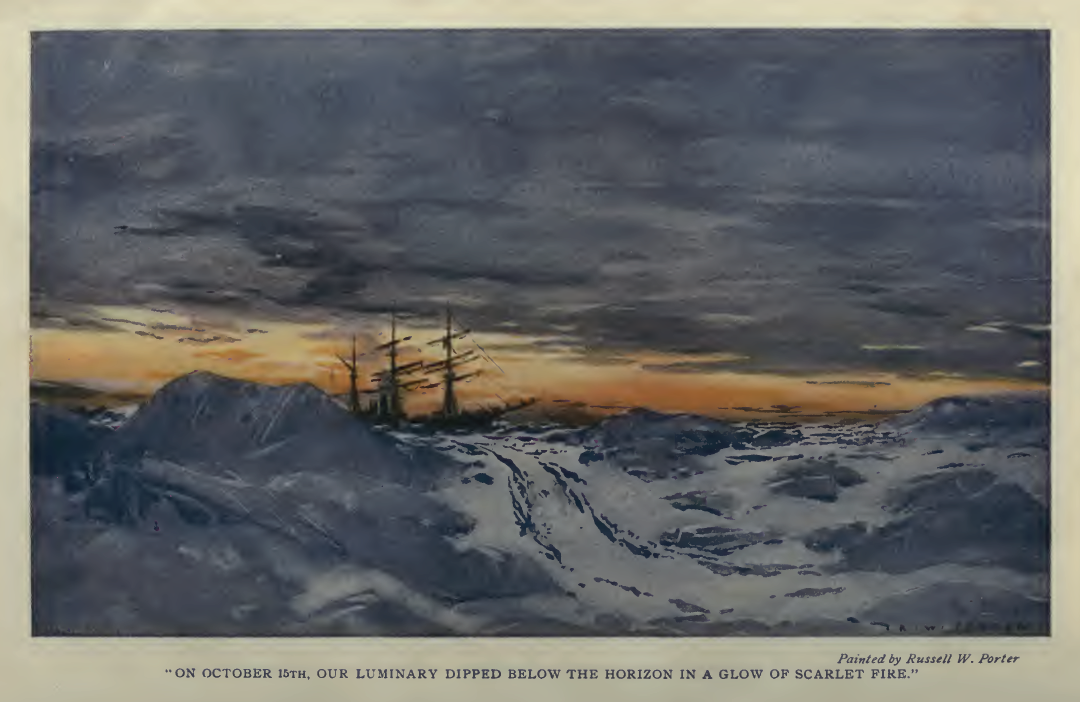
La expedición Ziegler (Ilustración «On October 15, Our Luminary dipped below the horizon in a glow of scarlet fire», pag. 10 del libro, "Fighting the Polar Ice", de Anthony Fiala).

La expedición polar Ziegler-Fiala fue una expedición privada de los Estados Unidos que tenía por objetivo alcanzar el polo norte en 1903-05. El intento fue un fracaso y la expedición se mantuvo varada al norte del círculo polar ártico durante dos años antes de ser rescatada, aunque todos sus miembros, menos uno, sobrevivieron. La expedición, financiada por el empresario estadounidense William Ziegler y dirigida por Anthony Fiala, formada por 39 participantes, partió de Tromsø, Noruega, el 14 de junio de 1903, a bordo del buque America. Durante su primer invierno, depositaron provisiones y carbón en la bahía de Teplitz, en la isla de Rudolf, la isla más septentrional del archipiélago de la Tierra de Francisco José. 

## Planificación
Ziegler, que dos años antes, en 1901, había patrocinado la expedición al Polo Norte Baldwin-Ziegler, seleccionó a Anthony Fiala, fotógrafo en la misión anterior, para llevar su segunda expedición polar. Fiala intentaría alcanzar el polo con un equipo de trineos tirados por perros y calculó que las necesidades de alimentos de un equipo de ocho perros y su conductor serían de al menos 1 100 libras. Esto presentaba un problema, ya que la capacidad máxima de carga del trineo era de 600 libras. Fiala planeó utilizar ponis para llevar los suministros adicionales, y para alimentar a los perros con la carne de caballo cuando los suministros se redujeran.

## Aislamiento y rescate
En noviembre de 1903, el tiempo emperoró de tal manera que el buque se partió, perdiéndose las provisiones y el carbón. Algunos restos se conservaron, pero desaparecieron en enero de 1904 después de una tormenta.
La primavera siguiente se hicieron más intentos para llegar al Polo, viajando tanto al este como al oeste; sin embargo, las condiciones eran demasiado duras, y las aguas abiertas causaron grandes dificultades para el progreso de la expedición. Las provisiones eran bajas y la expedición abandonó y se dirigió al sur, llegando a los depósitos dejados en el cabo de Flora, en cabo Dillon, y finalmente al campamento Ziegler.
William Peters, que era el segundo al mando, utilizó ese tiempo y dirigió a la tripulación en el trabajo de una campaña de reconocimientos, que se tradujo en mejoras en los mapas y las cartas náuticas. 
Sabiendo que los buques de rescate serían finalmente enviados, la expedición mantuvo la esperanza con los líderes de la expedición luchando por mantener el buen humor.
Un grupo de rescate, liderado por William S. Champ a bordo del Terra Nova, zarpó en un rumbo directo a los campos de hielo, y procedió cuando las condiciones del hielo fueron favorables. El 24 de julio se encontraron con una gruesa capa de hielo, haciendo que la tripulación dudase de su capacidad para llegar a su destino. Sin embargo, el barco llegó a la isla de Palmi el 28 de julio y al cabo de Dillion al día siguiente, donde se encontraron a seis de los miembros de la expedición. Encontraron más miembros en el cabo de Flora y el Terra Nova regresó a cabo Dillon, donde se organizó una partida de trineo, que trajo de regreso a la tripulación.

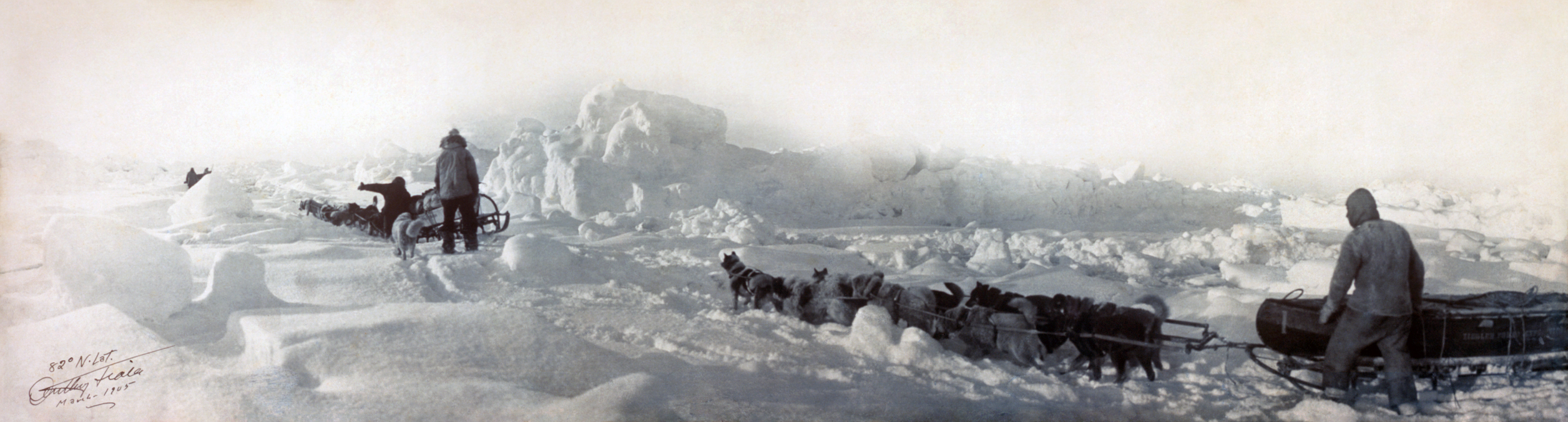
La expedición polar Ziegler a los 82 grados de latitud norte, marzo de 1905.